# ۱-تتراکوسانول
۱-تتراکوسانول (به انگلیسی: 1-Tetracosanol) با فرمول شیمیایی C۲۴H۵۰O یک ترکیب شیمیایی با شناسه پاب‌کم ۱۰۴۷۲ است. که جرم مولی آن ۳۵۴٫۶۵ g/mol می‌باشد. 